# Samsung Wave S8500
Das Samsung Wave S8500 (kurz: Samsung Wave) war das erste Smartphone, das auf dem Betriebssystem bada des südkoreanischen Konzerns Samsung basierte. Es war seit Mai 2010 auf dem deutschen Markt erhältlich. Anfang des Jahres 2011 kam der Nachfolger Samsung Wave II S8530 auf den Markt, der sich aber nur gering vom ersten Modell unterschied, beide Geräte sind jetzt nicht mehr offiziell zu kaufen.

## Hardware
Das System-on-a-Chip des Samsung Wave verfügt über einen 1-GHz-ARM-Cortex-A8-Prozessorkern (ebenso wie der Apple A4 des iPads und iPhone 4) und den PowerVR SGX 3D-Grafikprozessor SGX540. Von den 2 GB internem Speicher sind 1,5 GByte mit Betriebssystem, vorinstallierten Apps, Widgets und Mediendateien belegt. Über eine microSD-Karte lässt sich der Speicher um bis zu 32 GByte erweitern. Als Anzeige dient ein multi-touchfähiger „Super-AMOLED“-Sensorbildschirm, dessen Auflösung 480 × 800 Pixel beträgt.
Das Wave bot als erstes Smartphone WLAN 802.11n – neben 802.11b und 802.11g. Es beherrschte ebenfalls als erstes Mobiltelefon Bluetooth 3.0 mit Datenraten von bis zu 24 MBit/s. Das Wave ist ein Quadband-GSM-Mobiltelefon (GSM 850/900/1800/1900 MHz) und unterstützt das UMTS-Netz in den Bändern 900 MHz und 2100 MHz mit HSDPA 3,6 MBit/s. Zur Positionsbestimmung gibt es einen A-GPS-Empfänger.
Das Gerät hat einen 3,5-mm-Klinkenanschluss, TV-Ausgang (über Klinkenanschluss) sowie einen austauschbaren Akku mit 1500 mAh, der über die Micro-USB-Buchse geladen werden kann. Ferner gibt es einen Beschleunigungssensor zum automatischen Umschalten der Anzeige und zur Steuerung einiger Anwendungen durch Neigung des Gerätes und einen Näherungssensor, der automatisch den Bildschirm deaktiviert, wenn das Telefon ans Ohr gehalten wird. Das Wave ist zudem mit einem geomagnetischen Sensor ausgestattet und lässt sich damit ohne vorhandene GPS-Verbindung als digitaler Kompass nutzen.
Die 5-Megapixel-Kamera mit 720p-Videoaufzeichnungsmodus und LED-Blitz beherrscht Autofokus, Gesichtstracking, Georeferenzierung und Foto-Stitching.

## Software
Das Samsung Wave war das erste Mobiltelefon, auf dem das Samsung-eigene Betriebssystem bada installiert war. Darauf lief die Benutzeroberfläche TouchWiz in der Version 3.0, die neben einer virtuellen Tastatur über Eingabemöglichkeit mittels Handschriftenerkennung verfügte.
Für das eigene Betriebssystem hatte Samsung mit Samsung Apps eine eigene Online-Plattform gestartet, worüber weitere bada-Anwendungen geladen werden können.
Die Multimedia-Ausstattung umfasst einen Videoplayer, der HD-Videos in 720p-Qualität abspielt, Surround-Sound 5.1 unterstützt und neben MPEG-4, H.263, H.264 und WMV auch DivX und Xvid erkennt.
Ab dem 7. März 2012 war für das Wave S8500 in Deutschland offiziell die neue Version des Betriebssystems Bada 2.0 erhältlich. Der Entwicklercommunity XDA Developers ist es 2012 gelungen, Android auf das Wave zu portieren.